# Calumma capuroni
Espèce
Synonymes
- Chamaeleo capuroni Brygoo, Blanc & Domergue, 1972

Statut de conservation UICN

 VU D2 : Vulnérable
Statut CITES
Calumma capuroni est une espèce de sauriens de la famille des Chamaeleonidae.

## Répartition
Cette espèce est endémique de la région d'Anosy de Madagascar. Elle  été découverte dans le parc national d'Andohahela.

## Étymologie
Cette espèce est nommée en l'honneur de René Paul Raymond Capuron.

## Publication originale
- Brygoo, Blanc & Domergue, 1972 : Notes sur les Chamaeleo de Madagascar. X. Deux nouveaux Caméléons des hauts sommets de Madagascar: C. capuroni n.sp. et C. gastrotaenia andringitraensis n.subsp. Bulletin du Muséum d'histoire naturelle, Paris, sér. 3, vol. 56, no 42, p. 601-613.